# La presó del rei de França
«La presó del rei de França» és una cançó popular catalana del segle xvi. El seu origen rau en la captura del rei de França Francesc I, el 1525, a la batalla de Pavia, per l'exèrcit espanyol. El rei presoner va ser dut a Madrid i, de camí, va fer estades a Catalunya i al País Valencià.
Aquesta cançó va esdevenir un dels himnes del Barça i de la selecció catalana de futbol, que ha popularitzat el grup Companyia Elèctrica Dharma amb la seva versió instrumental. La melodia de la versió de la Companyia Elèctrica Dharma ha esdevingut molt popular i és corejada sovint pels assistents a esdeveniments esportius, concerts i fins i tot, en manifestacions independentistes. Josep Sancho i Marraco dins de l'obra Glosses (glossa IV), va escriure la lletra de la versió actual. Del segle xvi han arribat altres versions.
| « | Ja partí el rei de França un dilluns al de matí; va partir per prendre Espanya i els espanyols bé l'han pris. | » |

Variant:
| « | En partí lo rei de França En mala hora va partir va partir per prendre Espanya i d'Espanya fou captiu. | » |

## Gravacions disponibles en línia
- Companyia Elèctrica Dharma. «La presó del rei de França». Himnes dels Països Catalans, 2010.
- Serrat, Joan Manuel. «La presó del rei de França» (mp3). Cançons populars catalans, 1968. Arxivat de l'original el 2015-09-25. [Consulta: 23 setembre 2015].